# Cheilinus oxycephalus
Cheilinus oxycephalus Bleeker, 1853 è un pesce marino appartenente alla famiglia Labridae che vive nelle zone tropicali dell'Indo-Pacifico.

## Distribuzione e habitat
Proviene dalle barriere coralline dell'oceano Pacifico e dell'oceano Indiano; il suo areale si estende dalle coste dell'Africa orientale (dal Sudafrica alla Somalia, Madagascar e Seychelles inclusi) alle isole Marchesi. La località più a nord in cui è stato segnalato è Taiwan. È presente sia alle Chagos che nella grande barriera corallina. Nuota in zone ricche di nascondigli, anfratti rocciosi e coralli, solitamente in superficie, fino a 40 m di profondità.

## Descrizione
Presenta un corpo compresso leggermente lateralmente e allungato; la testa ha un profilo abbastanza appuntito, mentre gli occhi sono rotondi, arancioni. La colorazione non è molto appariscente ma mimetica: il corpo è quasi unicamente marrone, con qualche macchia bianca negli esemplari più giovani. La pinna dorsale e la pinna anale sono basse, non particolarmente allungate, mentre la pinna caudale ha il margine arrotondato. Le pinne sono dello stesso colore del corpo. Non supera i 17 cm.

## Biologia

### Comportamento
È una specie difficile da osservare: si nasconde di frequente e difficilmente si allontana dai suoi nascondigli. Gli adulti formano coppie.

### Riproduzione
È un pesce oviparo e la fecondazione è esterna. Non vi sono cure verso uova e avannotti.

## Conservazione
Questa specie viene classificata come "a rischio minimo" (LC) dalla lista rossa IUCN perché non è di particolare interesse per la pesca a causa delle dimensioni ridotte e non è comune negli acquari. È diffusa anche in alcune aree marine protette.